# Sweedie Goes to College
Sweedie Goes to College è un cortometraggio muto del 1915 diretto da Richard Foster Baker. Fa parte di una serie di comiche che ha come protagonista il personaggio di Sweedie, interpretato da Wallace Beery travestito da donna. Vi appare, in un piccolo ruolo, anche Gloria Swanson, futura diva del muto che avrebbe sposato per un breve periodo Beery.

## Produzione
Il film fu prodotto dall'Essanay Film Manufacturing Company, ventitreesimo titolo della serie dedicata a Sweedie.

## Distribuzione
Distribuito dalla General Film Company, il film - un cortometraggio in una bobina - uscì nelle sale cinematografiche statunitensi l'8 febbraio 1915.